# Václav Klofáč

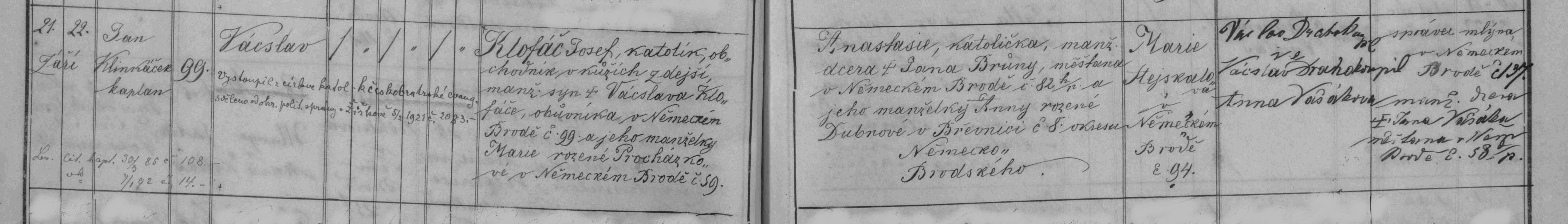
matrika narozených města Německý (Havlíčkův Brod) – záznam o narození Václava Klofáče

Václav Klofáč, též Václav Jaroslav Klofáč (21. září 1868 Německý Brod – 10. července 1942 Dobříkov u Vysokého Mýta), byl český a československý novinář a politik; vůdčí osobnost českých národních socialistů, za Rakouska-Uherska poslanec Říšské rady a Českého zemského sněmu, za první světové války v odboji a vězněn, po vzniku republiky první československý ministr národní obrany, dlouholetý senátor Národního shromáždění ČSR a až do roku 1938 předseda národních socialistů.

## Život

### Mládí, studium a novinářská dráha

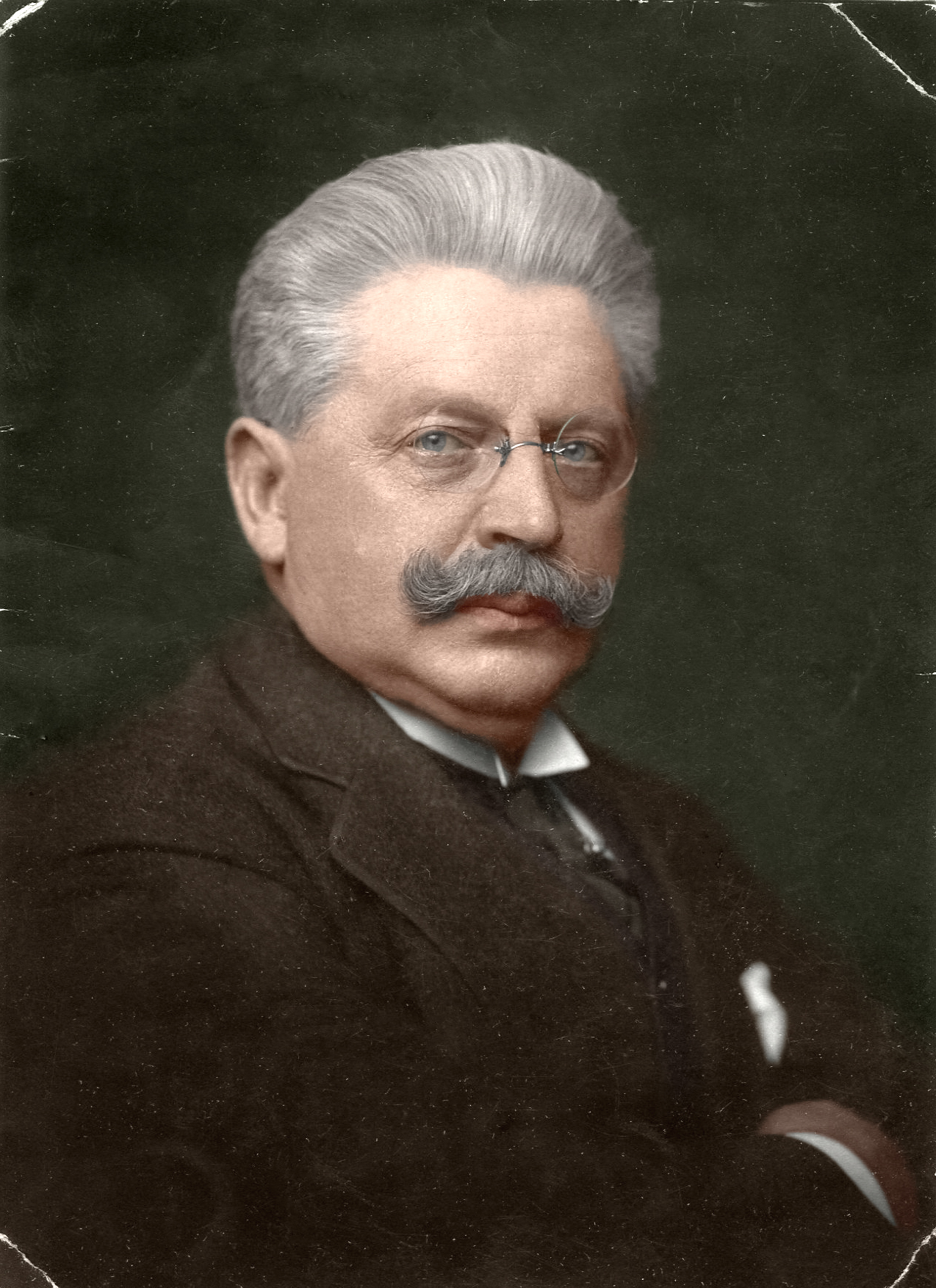
Kolorovaná fotografie Václava Klofáče z 30. let.

Narodil se do zámožné rodiny obchodníka s koženým zbožím Josefa Klofáče a jeho ženy Anastasie, dcery brodského měšťana Jana Brůny.
Po maturitě na gymnáziu v rodišti studoval krátce na lékařské fakultě, posléze na filozofické fakultě české univerzity v Praze, kde již jako student začal žít aktivním politickým životem a začal se věnovat žurnalistice.
V roce 1895 se oženil s Amálii Nollovou (1870–1926). Po její smrti se oženil s její mladší sestrou Růženou (1874–1961). Z prvního manželství měl syny Jaroslava, Zdeňka a dceru Milenu. 
Politickou kariéru začínal v radikálním proudu mladočeské strany, v níž působil zhruba od roku 1893. Jako redaktor Národních listů (1890–1899) se vydal na Balkán a v řadě reportáží pak ostře kritizoval balkánské poměry, především v Bosně a Hercegovině. Byl zastáncem panslavistické koncepce. Své politické postoje ještě za Rakouska publikoval v Národní politice. Účastnil se pokrokového hnutí.

### Zakladatelem národně sociální strany
S tím, jak se mladočeská politika v závěru 19. století umírňovala (předák mladočechů Josef Kaizl se stal dokonce ministrem financí) a jak se zároveň vyhrocovala česko-německá konfrontace v českých zemích, se otevřel prostor pro nový politický subjekt. Česká strana národně sociální vznikla na sjezdu v dubnu 1898. Klofáč patřil mezi její zakladatele. Oficiálními předsedy byli sice nejprve Alois Simonides a Josef Klečák, ale faktickým (a od konce roku 1899 i formálně zvoleným) vůdcem strany byl od počátku Klofáč. Strana se profilovala radikálně nacionalisticky a antisemitsky, ostře odmítala marxismus a sociální demokracii, kterou označovala za nenárodní a tzv. požidovštělou (výrazným popudem k ustavení národně sociálního hnutí bylo takzvané protistátoprávní prohlášení, v němž čeští sociálně demokratičtí poslanci odmítli české státní právo jako „vyhrabávání ztrouchnivělých historických privilegií a dokumentů“). Vůči ostatním stranám si ponechávala volnost politické taktiky. Národní sociálové se neobraceli jen na dělnictvo, protože mezi jejich oporami byli i drobní živnostníci, podnikatele a obchodníci. Od roku 1907 pracoval Klofáč i ve stranickém tiskovém orgánu České slovo.
Ve volbách roku 1901 byl za národní sociály zvolen poslancem Říšské rady (celostátní parlament) za všeobecnou kurii, obvod Smíchov. Na tento mandát ale zakrátko rezignoval, protože byl zvolen za všeobecnou kurii v obvodě Litomyšl, Polička, Hlinsko atd. (v původním okrsku za něho do Říšské rady nastoupil Václav Choc). Poslanecký mandát obhájil ve volbách roku 1907, konaných již podle rovného volebního práva, tedy bez kurií. Zvolen byl za okrsek Čechy 026 a usedl do poslaneckého klubu Sjednocení českých národně sociálních, radikálně pokrokových a státoprávních poslanců. Kandidoval také na Smíchově, ale byl zde poražen staročeským politikem Josefem Neumannem. Opětovně byl zvolen i ve volbách roku 1911, nyní za obvod Čechy 04. Zasedal v poslaneckém Českém národně sociálním klubu. V Říšské radě setrval do zániku monarchie.
Od zemských voleb roku 1908 zároveň zasedal jako poslanec na Českém zemském sněmu. Zde zastupoval kurii městskou, obvod Strakonice, Sušice, Vodňany. Byl zvolen za spojené české státoprávní strany, v jejichž rámci patřil k národním sociálům. Kvůli obstrukcím ale v té době již sněm nefungoval ve svém plénu.

### Věznění za války a návrat do politického života
Byl čelným představitelem opozičního protirakouského radikalismu, propagátorem antimilitaristického hnutí a slovanské vzájemnosti. Rozvíjel styky s jihoslovanskými a ruskými politiky i s českými krajany v USA, kam podnikl cestu 1909, 1913 a 1921. Začátkem 1914 se tajně obrátil na ruské vojenské a diplomatické kruhy s plánem vytvořit z národně sociálních straníků zpravodajskou diverzní síť, jež by v případě války mezi Ruskem a Rakouskem-Uherskem vyvíjela činnost ve prospěch Ruska. Po vypuknutí první světové války byl 4. září 1914 v Dobříkově u Vysokého Mýta zatčen. Šlo o jednu z prvních válečných razií v řadách české politické reprezentace. Byl vězněn v Praze a ve Vídni a teprve 24. května 1917 obžalován z velezrady. Již v červenci 1917 byl nicméně spolu s Rašínem a Kramářem na základě rozsáhlé amnestie nového panovníka Karla I. propuštěn.
Brzy se opětovně zapojil do politického života. Zpočátku pobýval na zotavovací kúře v Luhačovicích. Zde v srpnu 1917 navrhl a svolal poradu českých nesocialistických stran o možné integraci. Projekt ale nebyl úspěšný. Historik Otto Urban uvádí jako důvod jednak rivalitu mezi Klofáčem a mladočechem Karlem Kramářem, jednak skutečnost, že na konci války národní sociálové prodělávali posun doleva, čímž se v některých programových otázkách sbližovali se sociálními demokraty, kteří zase směřovali doprava, a tak se vzdalovali možné spolupráci s liberálními silami. Sám Klofáč nebyl stoupencem zásadních programových proměn národně sociální strany, ale musel respektovat novou realitu, v níž ve straně sílily levicově radikální tendence a rostla spolupráce se sociálně demokratickým hnutím a dokonce i anarchokomunistickými skupinami. Jen volně spojenectví mezi nesocialistickými stranami se nakonec vytvořilo aspoň na Říšské radě, kde od podzimu 1917 fungoval Český státoprávní klub, v němž zasedali poslanci za národní sociály, mladočechy (včetně moravských mladočechů) a několik dalších dosud nezařazených poslanců. Klofáč zároveň zasedl na post místopředsedy Českého svazu, střechového sdružení všech etnicky českých poslanců Říšské rady (včetně sociálních demokratů). V posledních měsících války se dále prohlubovala spolupráce mezi národními sociály a sociálními demokraty. Tyto dvě kdysi ostře znepřátelené formace nyní společně koordinovaly prvomájové oslavy roku 1918. Vznikla tak v září 1918 Socialistická rada jako nadstranický společný výbor obou těchto stran. Klofáč byl jejím členem. V rámci posunu národně sociální strany doleva se její název tehdy změnil na Československou stranu socialistickou.

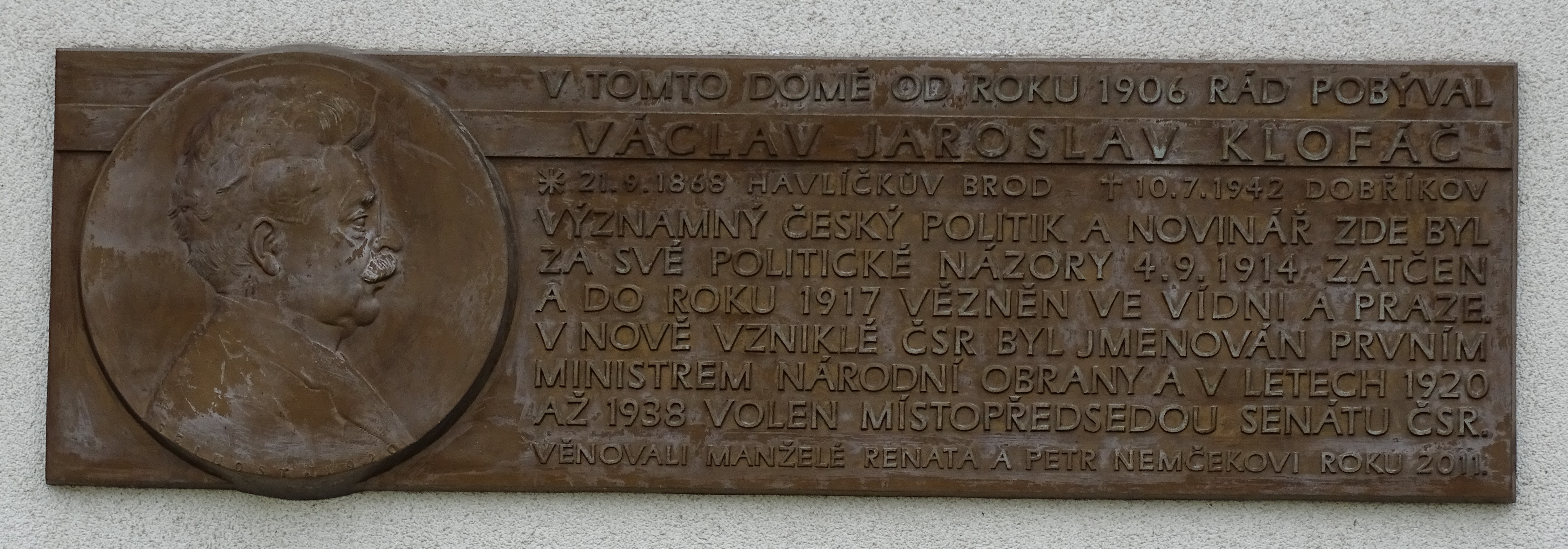
Pamětní deska v Dobříkově

V červenci 1918 byl Klofáč rovněž zvolen místopředsedou Národního výboru československého. Koncem října 1918 mu císař Karel I. navrhl schůzku, při které ho požádal, aby blížící se rozpad mocnářství proběhl bez krveprolití. Klofáč mu to pro česká území přislíbil. Poté se zúčastnil jednání zástupců domácího i zahraničního odboje v Ženevě s dr. Benešem o budoucí podobě státu. V den vyhlášení samostatného československého státu tak nebyl přítomen v Praze a jeho roli zastoupil spolustraník Jiří Stříbrný. V Ženevě se mezitím dojednávalo složení první československé vlády, jejímž členem se Klofáč měl stát.

### Československým ministrem obrany

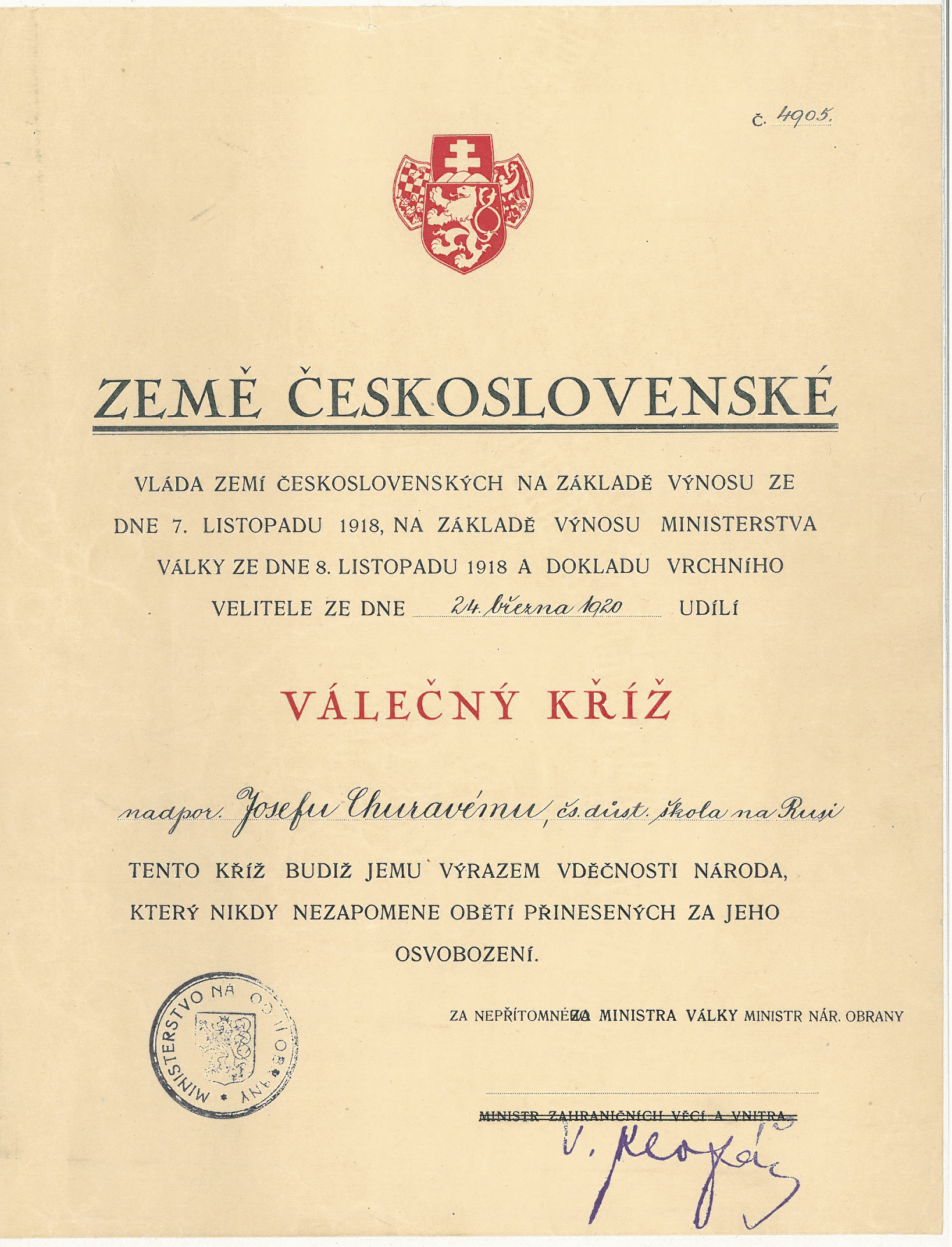
Podpis ministra národní obrany Václava Klofáče na dokumentu o udělení válečného kříže Josefu Churavému (24. březen 1920)

14. listopadu 1918 se stal prvním československým ministrem národní obrany a v této funkci setrval až do 25. května 1920, tedy ve vládě Karla Kramáře i první vládě Vlastimila Tusara.
Svojí stranou byl Klofáč vyslán i do Revolučního národního shromáždění. V parlamentních volbách v roce 1920 potom získal senátorské křeslo v Národním shromáždění ČSR. Mandát obhájil v parlamentních volbách v roce 1925, parlamentních volbách v roce 1929 a parlamentních volbách v roce 1935. Jedenkrát byl zvolen předsedou, jinak vykonával funkci místopředsedy Senátu. V senátu setrval až do jeho zrušení v souvislosti se zánikem státu roku 1939, přičemž ještě krátce předtím v prosinci 1938 přestoupil do nově zřízené Strany národní jednoty.
Předsedou národních socialistů zůstal až do roku 1938. Ve 30. letech 20. století již jeho vliv na stranu byl spíše symbolický. Během druhé republiky odmítl převést svou stranu do levicové Národní strany práce a místo toho upřednostnil pravicovou, konzervativní Stranu národní jednoty. Jeho deziluze ze selhání první republiky po Mnichovské dohodě ho dovedla k přehodnocení dřívějších názorů. Na konci druhé republiky v březnu 1939 vyvolal pozdvižení jeho článek, kde pozitivně hodnotí politiku německé vlády jako povzbuzení a obrození z hospodářské krize a volá po vzorném soužití Němců a Slovanů ve střední Evropě. V jeho politickém myšlení té doby se objevuje autoritářský nacionalismus hlavního proudu tehdejší vládní reprezentace.

### Úmrtí

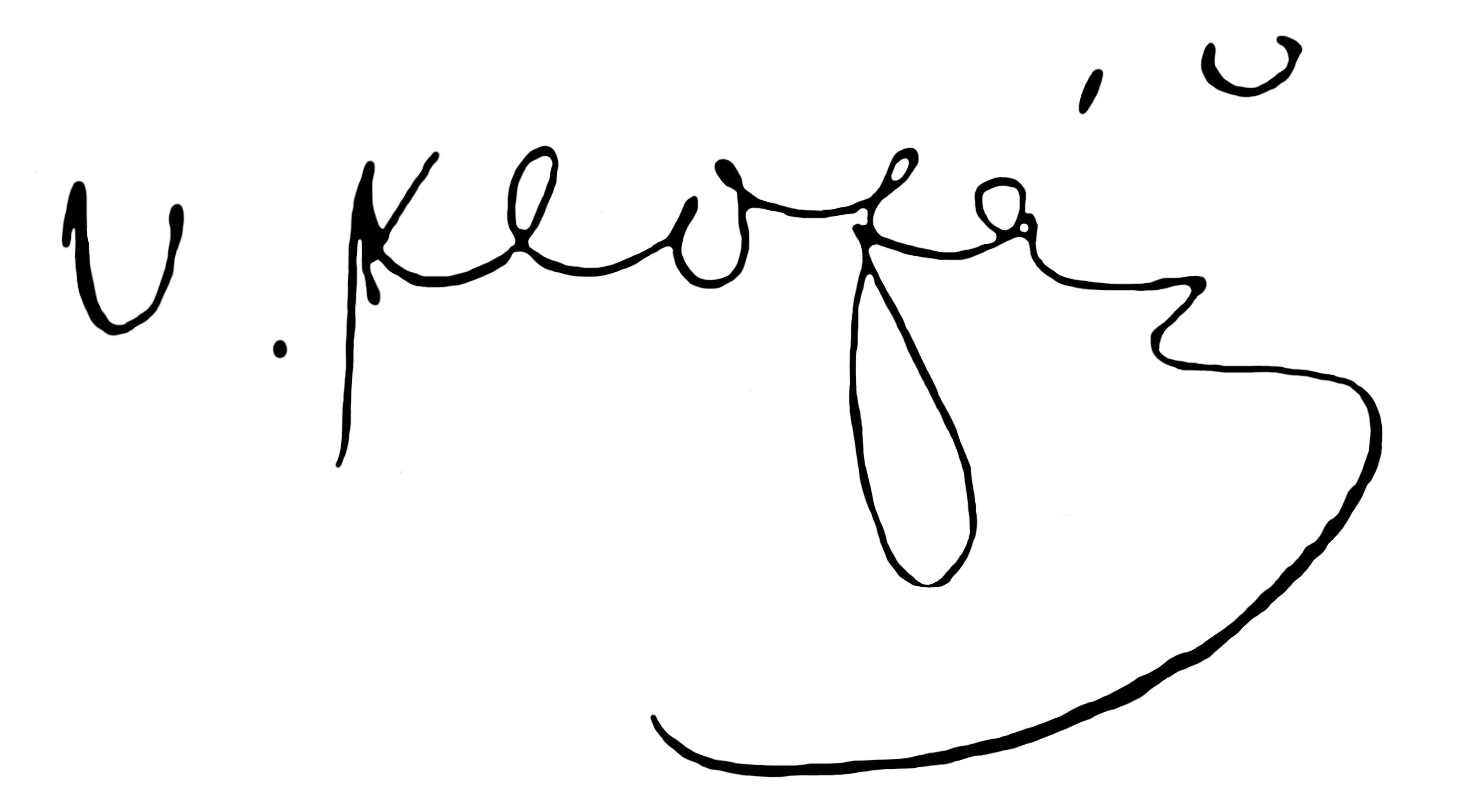
Signatura V. J. Klofáče

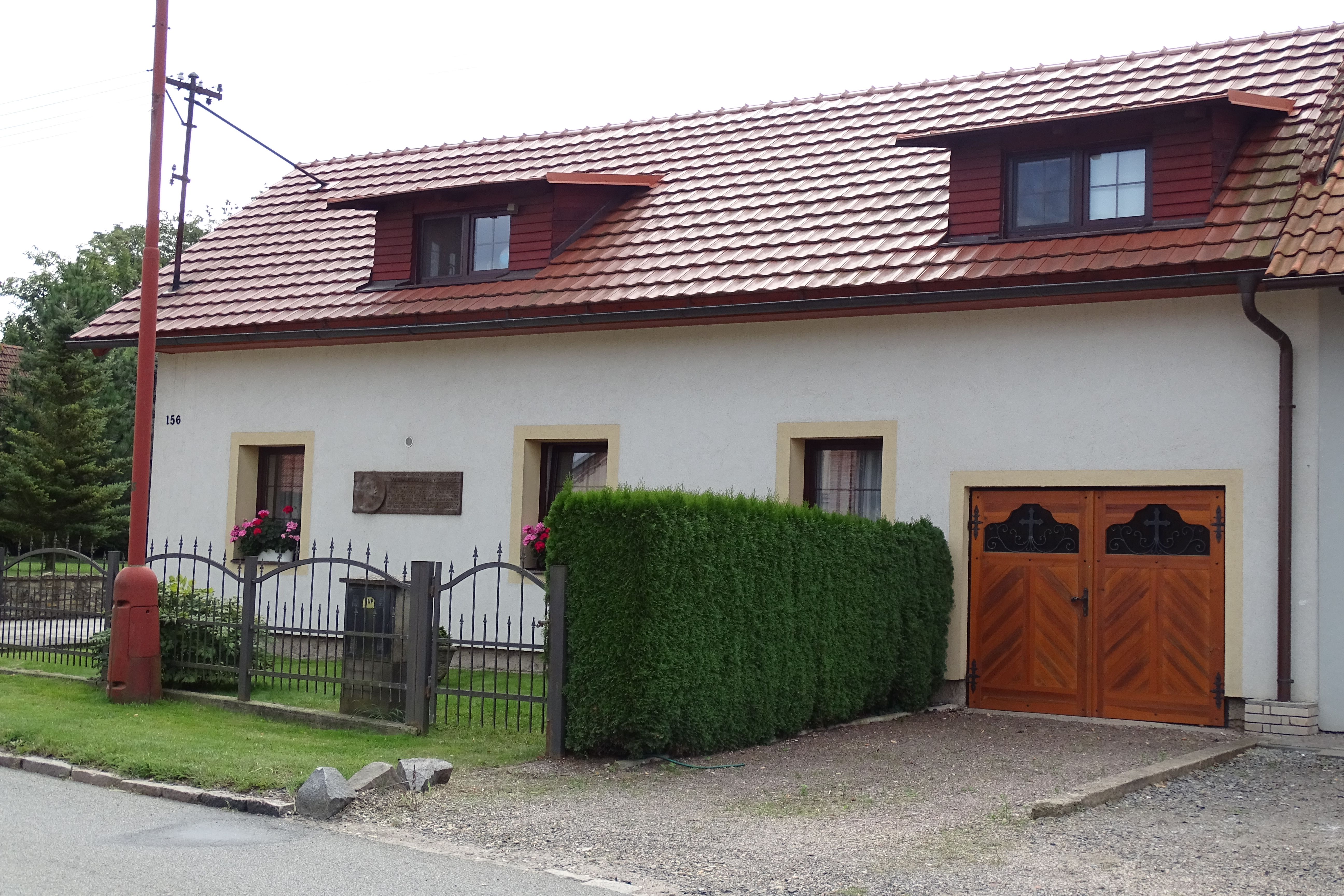
Dům pobytu Václava Klofáče od roku 1906 v Dobříkově s pamětní deskou

Zemřel v Dobříkově u Vysokého Mýta dne 10. července 1942. Byl pohřben na Vinohradském hřbitově.